# 奧妮特·佛里斯
奧妮特·佛里斯（丹麥語：Agnete Friis，1920年—），婚後改名奧妮特·范恩（Agnete Varn），是丹麥已退役女子羽球運動員。
奧妮特·佛里斯在1941年和1944年成為丹麥全國女子單打冠軍，1941年至1958年9次贏得女子雙打冠軍。她為國家隊效力，直到1950年代末期。在1953年全英羽球錦標賽裡，她在的三個參賽項目都打進決賽。在女子單打決賽中，她輸給了同胞瑪麗·尤辛；兩人的雙打組合輸給了英格蘭的艾莉絲·庫里、茱恩·懷特組合；而她與波爾·霍爾姆的混合雙打組合，則被莊友良、茱恩·懷特組合擊敗。